# Tom Gaebel

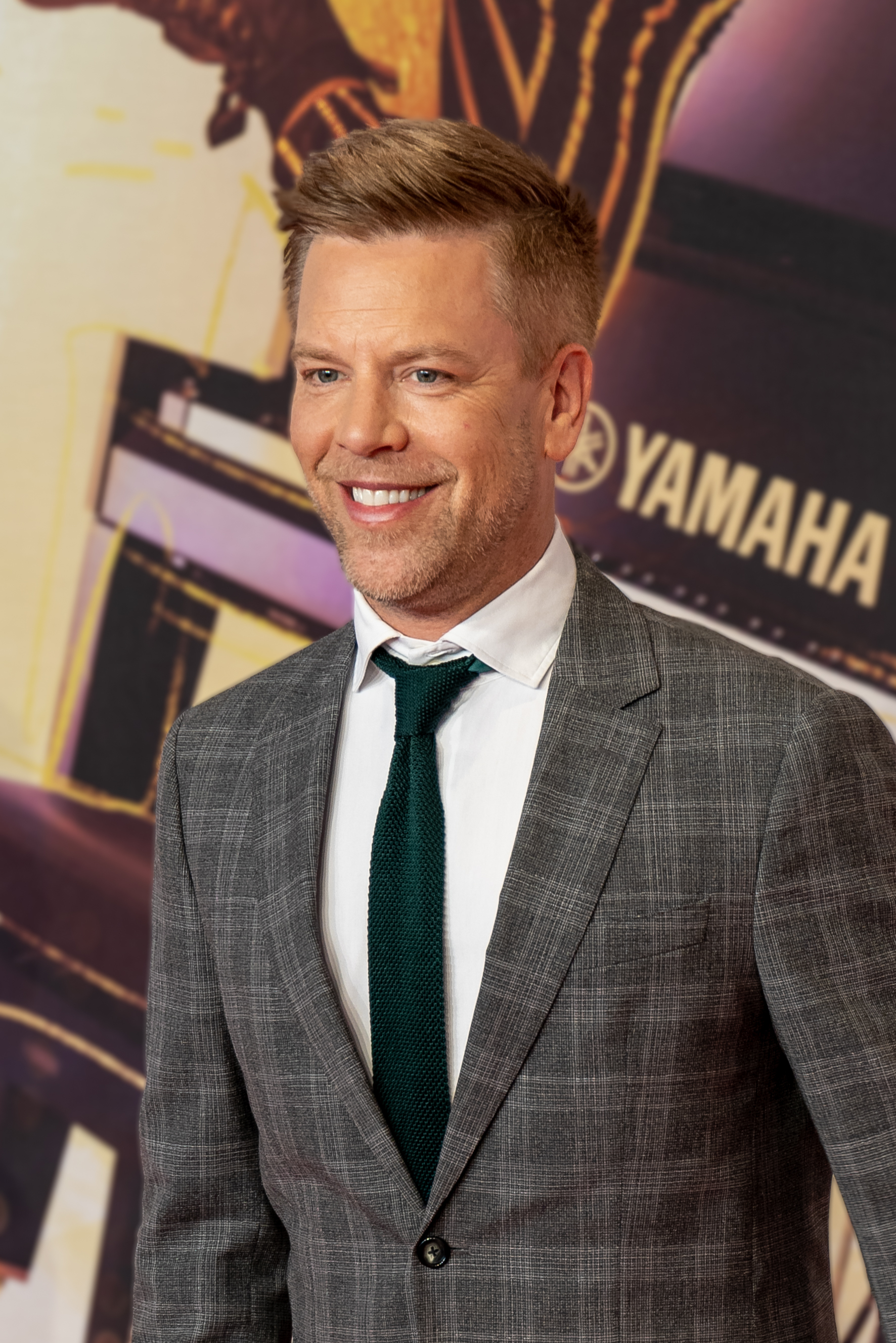
Tom Gaebel (2022)

Tom Gaebel (* 13. Januar 1975 in Gelsenkirchen, eigentlich Tom Gäbel) ist ein deutscher Sänger, Entertainer und Bandleader.

## Musikalischer Werdegang
Tom Gaebel wuchs in Ibbenbüren in einer musikalischen Familie auf. Bereits früh wurde sein Musiktalent entdeckt und gefördert. Zusätzlich zu seiner zwölfjährigen Geigenausbildung erlernte er autodidaktisch das Schlagzeug- und Posaunespielen. Während seiner Schulzeit spielte er Theater, drehte Kurzfilme, spielte in der Big Band seiner Schule und war an zwei Musicals beteiligt. Mit dem JugendJazzOrchester NRW tourte er als Posaunist 1998 in China und war 2000/2001 als Sänger mit dem Bundesjugendjazzorchester auf Tournee. Am Conservatorium von Amsterdam in Hilversum beendete er schließlich nach einem acht Jahre dauernden Musikstudium das Hauptfach Jazzgesang mit einem Diplomabschluss (cum laude). Bereits während des Studiums trat er auf dem Montreux Jazz Festival, dem Worldport Jazzfestival und dem Gooise Jazzfestival auf; auch sang er 2004 Ellis Bring Back that Smile für den Soundtrack des niederländischen Kinofilms Ellis in Glamourland. Er spielt Blockflöte, Violine, Schlagzeug, Posaune und Klavier.
Sein jüngerer Bruder Colin Gäbel war Netzreporter bei dem Sender GIGA Digital Television und ist bei dem Onlinesender Rocket Beans TV als Moderator und leitender Redakteur tätig. Sein jüngster Bruder Denis Gäbel wurde Jazzmusiker (Tenor- und Sopransaxophon, Komposition). Oliver Gäbel, sein älterer Bruder, ist Berufspilot.
Einer breiten Öffentlichkeit wurde Tom Gaebel durch sein 2004 gestartetes Projekt Tom Gaebel & Band spielen Frank Sinatra bekannt. Sein nächstes Album Introducing: Myself enthielt neben Coverversionen auch Eigenkompositionen. Erste Fernsehauftritte verbesserten Gaebels Bekanntheit weiter, etwa bei der TV total Silvester-Gala, TV total Jazz Night oder dem Red Nose Day. Bei seinen Albenaufnahmen und Konzerttourneen ist regelmäßig auch sein Bruder Denis Gäbel, ein erfolgreicher Saxofonist, mit von der Partie.
Die ursprüngliche Schreibweise seines Namens Tom Gäbel änderte er 2007 „aus Gründen der Modernität“ in Tom Gaebel. Seine Fans gaben ihm den Spitznamen Dr. Swing.
2010 hatte Gaebel zum 18. Jubiläum neben Udo Walz einen Gastauftritt bei Gute Zeiten, schlechte Zeiten. Darüber hinaus war er in Fernsehsendungen wie Volle Kanne, Die ultimative Chartshow und DAS! zu Gast. Seit 2010 ist Tom Gaebel regelmäßig in der Frühlings-, Herbst- und Adventsshow des ZDF und im ZDF-Fernsehgarten sowie in diversen anderen Produktionen wie Nur die Liebe zählt, MDR Hier ab 4 und der RTL-Chartshow zu Gast.
Gaebel spielte auf vielen Festivals, darunter bei der Düsseldorfer Jazz-Rally, dem Kemptener Jazzfrühling, dem Mittelrhein Musik Festival, dem Schleswig-Holstein Musik Festival, dem Rheingau Musik Festival und den Jazzopen Stuttgart.
2013 ging er mit dem Programm Christmas a GoGo bundesweit auf Tour und erhielt im selben Jahr aufgrund der Verkäufe Gold im German Jazz Award für das Album Easy Christmas.
2014 veröffentlichte der Sänger sein sechstes Studioalbum mit dem Titel So Good to Be Me, welches größtenteils aus Eigenkompositionen besteht.
Nach Easy Christmas veröffentlichte Tom Gaebel 2015 sein zweites Weihnachtsalbum A Swinging Christmas. Im Gedenken an den 100. Geburtstag von Frank Sinatra im Dezember 2015 spielte Gaebel mit seinem Orchester einige Livekonzerte u. a. auch mit dem WDR Funkhausorchester. 2016 war Tom Gaebel als Mentor und Coach in der Fernsehsendung It takes Two bei RTL zu sehen. Er ging dort mit der Nachrichtensprecherin Annett Möller als Sieger hervor. 2017 war er als erster Gast neben Doro Pesch, Laith al Deen und Tim Bendzko in Xavier Naidoos Fernsehsendung Xaviers Wunschkonzert bei Sky One zu sehen, in der Naidoo Tom Gaebels Titel The Cat sang.
2018 gab es eine Zusammenarbeit mit den Fantastischen Vier, auf dem Album Captain Fantastic gibt es eine Repriseversion des Titels Hitisn feat. Tom Gaebel.
Das achte Studioalbum Perfect Day wurde wieder von Echogewinner Vincent Sorg produziert und enthält Duette mit den Baseballs und Natalia Avelon. Im Dezember 2019 veröffentlichte Tom Gaebel das neue Weihnachtslied A Swinging Christmas zusammen mit einer deutschen und englischen Version des Weihnachtsklassikers Winter Wonderland.
Zu seinem 15-jährigen Album-Jubiläum erschien im November 2020 das Doppelalbum The Best of Tom Gaebel mit einem Querschnitt seines musikalischen Schaffens inklusive vieler Klassiker und Neuaufnahmen älterer Songs. Die begleitende Doppel-CD enthielt zudem eine Bonus-Live-Disc mit Aufnahmen, die zusammen mit dem WDR Funkhausorchester 2019 aufgenommen wurden und in denen Gaebel viele der großen Frank-Sinatra-Klassiker interpretiert.
Im Sommer 2021 erschien die Kollaboration mit dem griechischen DJ und Producer Ian Ikon mit dem Titel My Heart Is Lost.
Am 8. September 2021 zeichnete Tom Gaebel im Savoy-Theater in Düsseldorf sein erstes Live-Album auf, welches am 6. Mai 2022 unter dem Titel Live At The Savoy erschien.
Im November 2022 erschien erstmalig eine deutschsprachige Weihnachtssingle des Sängers mit den neuen Titeln Das Allerbeste und Was ich mir am meisten wünsch.
Im Mai 2023 wirkte Tom Gaebel bei der neuen Staffel der für den Grimme-Preis nominierten Musikshow des ZDF Music Impossible mit. Er spielte seinen Song Back On The Road im Soundgewand des Schlagersängers Mickie Krause ein, während dieser einen Song in Tom Gaebels Stil aufnahm. 
Tom Gaebel ist verheiratet und lebt in Köln.

## Diskografie

### Musikalische Projekte
- Goresaw (Beatrock) (seit 1992)

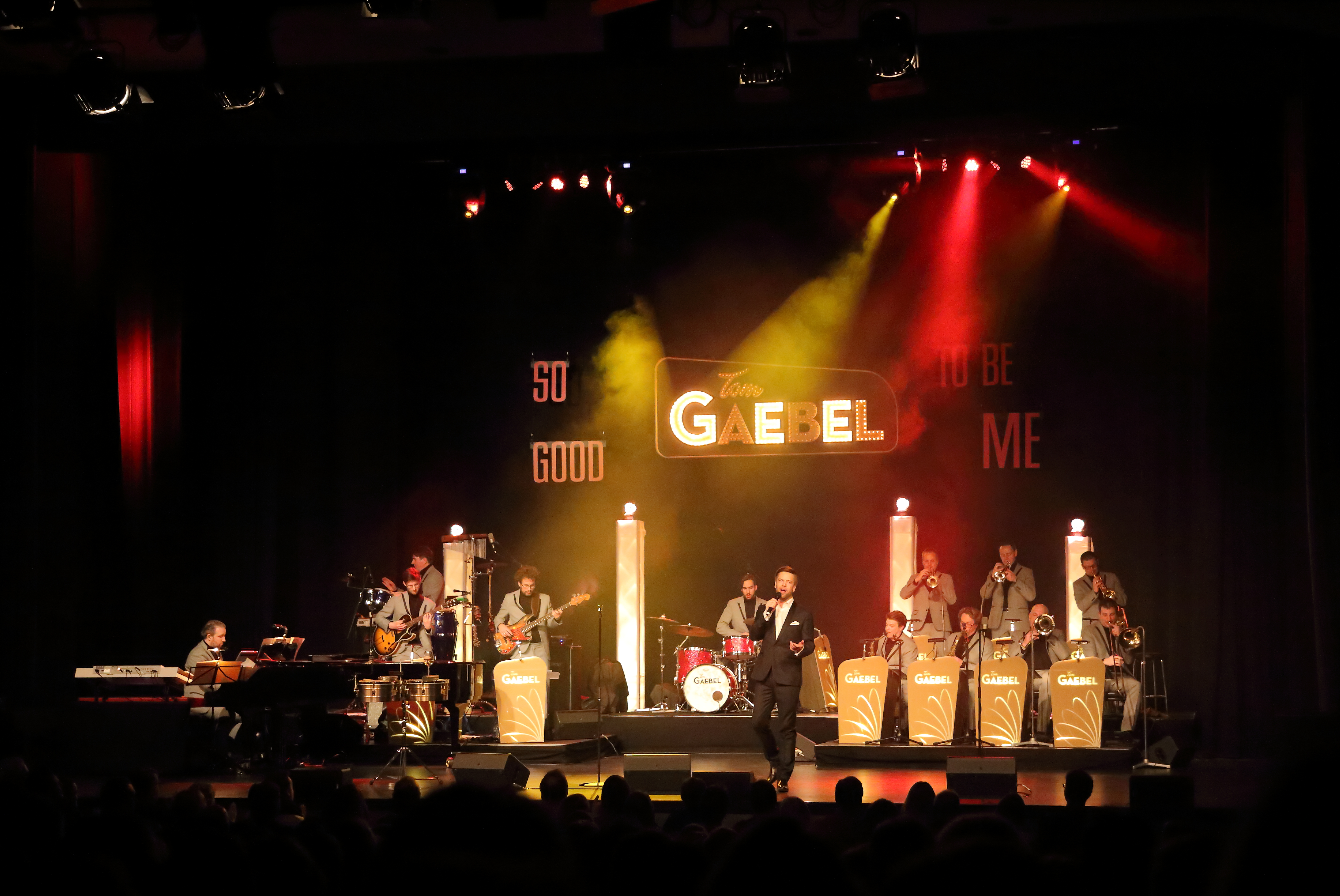
Tom Gaebel mit seiner Band während des Konzertes So Good to Be Me 2015 im Bürgerhaus Ibbenbüren

- Zwillinge & die Blechgang (Popband mit Tom Gaebel am Schlagzeug) (1995–1999)
- Tom Gaebel & Tobias Kremer Big Band (Swing) (1999–2001)
- Tom Gaebel & the Young Sinatras (Swing) (2001/2002)
- Tom Gaebel & Band spielen Frank Sinatra (Swing) (2002–2004)
- Release des Debüt-Albums „Introducing: Myself“ und Tour mit eigener Big Band (2005/2006)
- Tom Gaebel & His Big Band auf großer „Good Life“-Tour (2007/2008)
- Tom Gaebel & His Big Band „Don’t Wanna Dance Tour“(2009)
- Tom Gaebel & His Big Band auf „Tom Gaebel’s Swinging Christmas Show“ deutschlandweit (ab 2010)
- Tom Gaebel & His Orchestra mit „Tom Gaebel’s Christmas a Go Go Tour“ (2013)
- Tom Gaebel & His Orchestra / So Good to Be Me Tour (2014)
- Tom Gaebel & His Orchestra / Tom Gaebel singt Sinatra (2015)
- Tom Gaebel & His Orchestra / Perfect Day Tour (2018)
- Tom Gaebel & His Orchestra / Die große Jubiläums-Tournee (2022)

### Alben
- Tom Gäbel – The Day That Lies Ahead (2003)
- Tobias Kremer Big Band featuring Tom Gäbel – Sinatra (2003)
- Tom Gäbel & the Young Sinatras – The Unknown (2003)
- Tom Gäbel & Die Tobias Kremer Big Band – SWING! (2004 – Telemedia Music GmbH)
- Tom Gäbel – Introducing: Myself (2005 – Indigo)
- Tom Gäbel – Introducing: Myself – Tour Edition (2006 – Indigo)
- Tom Gaebel – Good Life – Mr. Good Life Edition (2007 – Indigo)
- Tom Gaebel – Good Life (2007 – Indigo)
- Tom Gaebel – Don’t Wanna Dance (2008 – Telemedia Music GmbH, DE: Gold (German Jazz Award))
- Tom Gaebel – Music to Watch Girls By (2010 – Telemedia Music GmbH)
- Tom Gaebel – Easy Christmas (2010 – Telemedia Music GmbH, DE: Gold (German Jazz Award))
- Tom Gaebel – So Good to Be Me (2014 – tomofon records)
- Tom Gaebel – A Swinging Christmas (2015 – tomofon records, DE: Gold (German Jazz Award))
- Tom Gaebel – Perfect Day (2018 – tomofon records)
- Tom Gaebel – The Best of Tom Gaebel (2020 – tomofon records)
- Tom Gaebel – Live At The Savoy (2022 – tomofon records)
- Tom Gaebel – A Christmas To Remember  (2023 – Warner Music Germany)
- Tom Gaebel – Kleiner Junge, Große Reise  (2025 – Edel Music)

### Singles
- Tom Gaebel – A Swinging Christmas (2019 – tomofon records)
- Ian Ikon & Tom Gaebel – My Heart Is Lost (2021 – The Hubsters)
- Matt Dusk & Tom Gaebel – New York, New York (2022 – Royal Crown Records Inc.)
- Tom Gaebel – Das Allerbeste (2022 – tomofon records)
- Adam Tsarouchis & Tom Gaebel – In Your Eyes (2023 – Minos EMI SA / Universal)
- Tom Gaebel – Back On The Road (Music Impossible Version) (2023 – tomofon records)
- Tom Gaebel – Last Christmas (2023 – Warner Music Germany)